# Logan Cup 2017/18
Der Logan Cup 2017/18 war die 24. Saison des nationalen First-Class-Cricket-Wettbewerbes in Simbabwe und wurde vom 4. Oktober 2017 bis zum 16. Mai 2018 ausgetragen. Gewinner waren die Mountaineers, die ihre dritte Meisterschaft gewannen.

## Format
Die fünf Mannschaften spielten in einer Gruppe gegen jedes andere Team jeweils zwei Mal. Für einen Sieg gab es sechs Punkte, für ein Unentschieden drei, für ein Remis zwei. Zusätzlich gibt es einen Punkt für den Gewinn des ersten Innings. Die Mannschaft mit den meisten Punkten am Saisonende gewinnt den Wettbewerb.

## Resultate
Tabelle
| Team                 | Sp. | S | N | R | WLF | LWF | DWF | DLF | ND | BP | Punkte |
| -------------------- | --- | - | - | - | --- | --- | --- | --- | -- | -- | ------ |
| Mountaineers         | 8   | 4 | 1 | 0 | 0   | 0   | 3   | 0   | 0  | 19 | 56     |
| Mashonaland Eagles   | 8   | 2 | 2 | 0 | 1   | 0   | 0   | 3   | 0  | 23 | 49     |
| Matabeleland Tuskers | 8   | 2 | 3 | 0 | 1   | 0   | 1   | 1   | 0  | 19 | 44     |
| Mid West Rhinos      | 8   | 2 | 2 | 0 | 0   | 1   | 2   | 1   | 0  | 14 | 37     |
| Rising Stars         | 8   | 1 | 3 | 0 | 0   | 1   | 1   | 2   | 0  | 14 | 29     |